# Leona (Kansas)
Leona – miasto położone w Hrabstwie Doniphan.